# هتل‌های رادیسون
هتل‌های رادیسون (انگلیسی: Radisson Hotels) شرکت مهمان‌نوازی آمریکایی است، که در سال ۱۹۰۹ تأسیس شد.